# Sárkeresztúr
Sárkeresztúr là một thị trấn thuộc hạt Fejér, Hungary. Thị trấn này có diện tích 46,75 km², dân số năm 2010 là 2581 người, mật độ 55 người/km².